# Albert Hahn

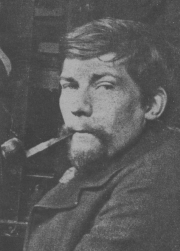
Op jonge leeftijd met pijp.

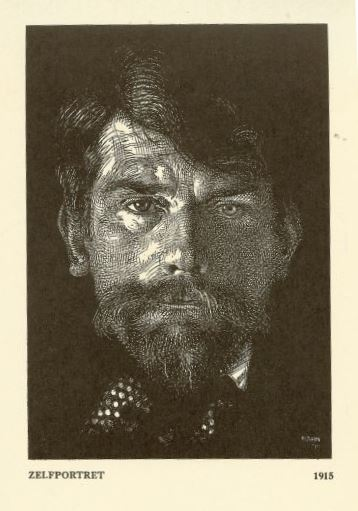
Zelfportret 1915

Albert Pieter Hahn (Groningen, 17 maart 1877 – Watergraafsmeer, Amsterdam, 3 augustus 1918) was een Nederlands politiek tekenaar en boekbandontwerper.
Albert Hahn was een bevlogen socialist en bovendien antimilitaristisch. Deze combinatie vormde de geboren Stadjer tot een politiek tekenaar over wie heel Nederland een mening had. Bestuurders ergerden zich wild aan zijn prenten, maar arbeiders en lezers van de socialistische krant Het Volk liepen met hem weg. Hij streed tegen onderdrukking en onrecht met de politieke prent als wapen. Albert Hahn heeft in zijn betrekkelijk korte leven heel veel van die politieke prenten gemaakt. Een aantal van die prenten, zoals over de spoorwegstakingen van 1903 en van Abraham Kuyper, treft men nog regelmatig in geschiedenisboeken aan.

## Jeugd
Albert Hahn werd geboren op de Radebinnensingel 8a in Groningen, als oudste van twee broers en twee zusters. Zijn vader, Gerardus Henderikus Hahn, was glasschilder, lijstenmaker en decorateur van uithangborden. Het gezin had het bepaald niet breed. Er heerste, zoals Hahn het zelf later in een interview noemde "fatsoenlijke armoede". Albert had een zwakke gezondheid. Toen hij negen jaar oud was, kreeg hij tuberculose in een ruggenwervel, waardoor hij de lagere school niet kon afmaken.
Hahns vader had een afkeer van burgerlijkheid en was "verwoed antiklerikaal", een "eigenschap" die de zoon volgens eigen zeggen van zijn vader had meegekregen. Zijn moeder, Johanna Christina Rentjes, was doopsgezind. Zijn broers Gerard en Piet, resp. typograaf en meubelmaker, traden ook tot de arbeidersbeweging toe. Zijn zusters Aleida en Margot traden evenals zijn moeder tot de Doopsgezinde Gemeente toe.
Als twaalfjarige kwam Albert in de leer bij zijn vader en een paar jaar later werd hij toegelaten tot de Academie Minerva, de tekenacademie in Groningen. Een medeleerling van hem was Cornelis Jetses. Hij moest deze opleiding echter onderbreken, omdat hij bijna twee jaar in het ziekenhuis lag. Hij maakte er veel portretten van artsen en verpleegsters en van hun familieleden. Op 17-jarige leeftijd kon hij terugkeren naar de Academie Minerva. Hij maakte onder andere kennis met het werk van Vincent van Gogh, op de tentoonstelling van diens werk in februari 1896 in Groningen. Hoezeer hij daardoor gegrepen werd, blijkt uit een beschrijving die hij er later van gegeven heeft in een artikel in De Socialistische Gids. Hahns talenten bleken toen hij in 1895 en 1896 als hoogste onderscheiding drie zilveren medailles kreeg voor hand- en naakttekenen en decoratie. Eind 1896 zette Albert Hahn zijn opleiding voort aan de Rijksschool voor Kunstnijverheid Amsterdam. Van 1898 tot 1901 volgde hij ook avondlessen aan de Rijksacademie voor Beeldende Kunsten bij prof. August Allebé.

## Gegrepen door het socialisme

Hahn (tekening van Leo Gestel, 1906)

In 1900 werd Albert Hahn gegrepen door het socialisme. Hij werd lid van de SDAP en voelde sterk de behoefte voor de arbeider op te komen. Hij had inmiddels zijn akte tekenen behaald, en was leraar decoratief tekenen geworden aan een ambachtsschool. Hahn werkte mee aan een onderzoek van Louis M. Hermans naar de woningtoestand in Amsterdam, waarvan in 1901 een rapport van een kleine 100 pagina's verscheen met de titel Krotten en Sloppen, met tekeningen van Hahn. Het waren nog geen politieke prenten, maar wel directe weergaven van de afschuwelijke werkelijkheid die hij in de sloppen en stegen van Amsterdam aantrof.
Toen Het Volk in 1902 een prijsvraag uitschreef om een tekenaar te vinden voor een wekelijkse politieke prent in het zondagsbijvoegsel Het Zondagsblad won hij en kreeg hij een vast dienstverband. Daarmee nam zijn leven een beslissende wending. Hij moest zich als een journalist in het dagelijkse nieuws uit binnen- en buitenland verdiepen. Zijn nieuwe dienstverband betekende ook een politieke keuze. Zijn tekeningen in De Zondagskrant en later in het politiek-satirische weekblad De Notenkraker getuigden op felle en emotionele wijze van die keuze. Zijn prent over de spoorwegstaking van 1903 (hiernaast afgebeeld) werd een van de bekendste in Nederland. Toen de Eerste Wereldoorlog uitbrak, gingen Hahns tekeningen maandenlang uitsluitend over die oorlog, vernietiging en moorden.
Zijn tekeningen konden somber en sarcastisch zijn, zelf werd Albert Hahn gezien als een bescheiden man vol levenslust. Hij was veel ziek, maar toch opgewekt. Hij wordt beschreven als een blijmoedig en gelukkig mens met een harmonieus gezinsleven. Hahn leefde met een - toen nog niet - gescheiden vrouw met twee kinderen (onder wie Albert Hahn jr.), trouwde later met haar en kreeg twee dochters. Hij stierf in 1918 aan tuberculose en werd begraven op de Nieuwe Oosterbegraafplaats in Amsterdam. Een jaar later werd daar het grafmonument van Albert Hahn gemaakt door Hildo Krop onthuld.

## Nalatenschap
Veel tekeningen zijn bewaard gebleven. Duizenden tekeningen zijn nu in het bezit van het Persmuseum dat in 2017 fuseerde met het Nederlands Instituut voor Beeld en Geluid in Hilversum. Deze tekeningen zijn opgeslagen en toegankelijk in het Internationaal Instituut voor Sociale Geschiedenis in Amsterdam.

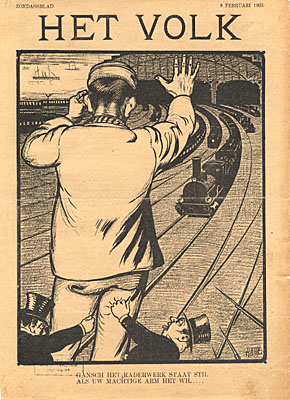
Gansch het raderwerk staat stil, als uw machtige arm het wil, Spoorwegstaking 1903
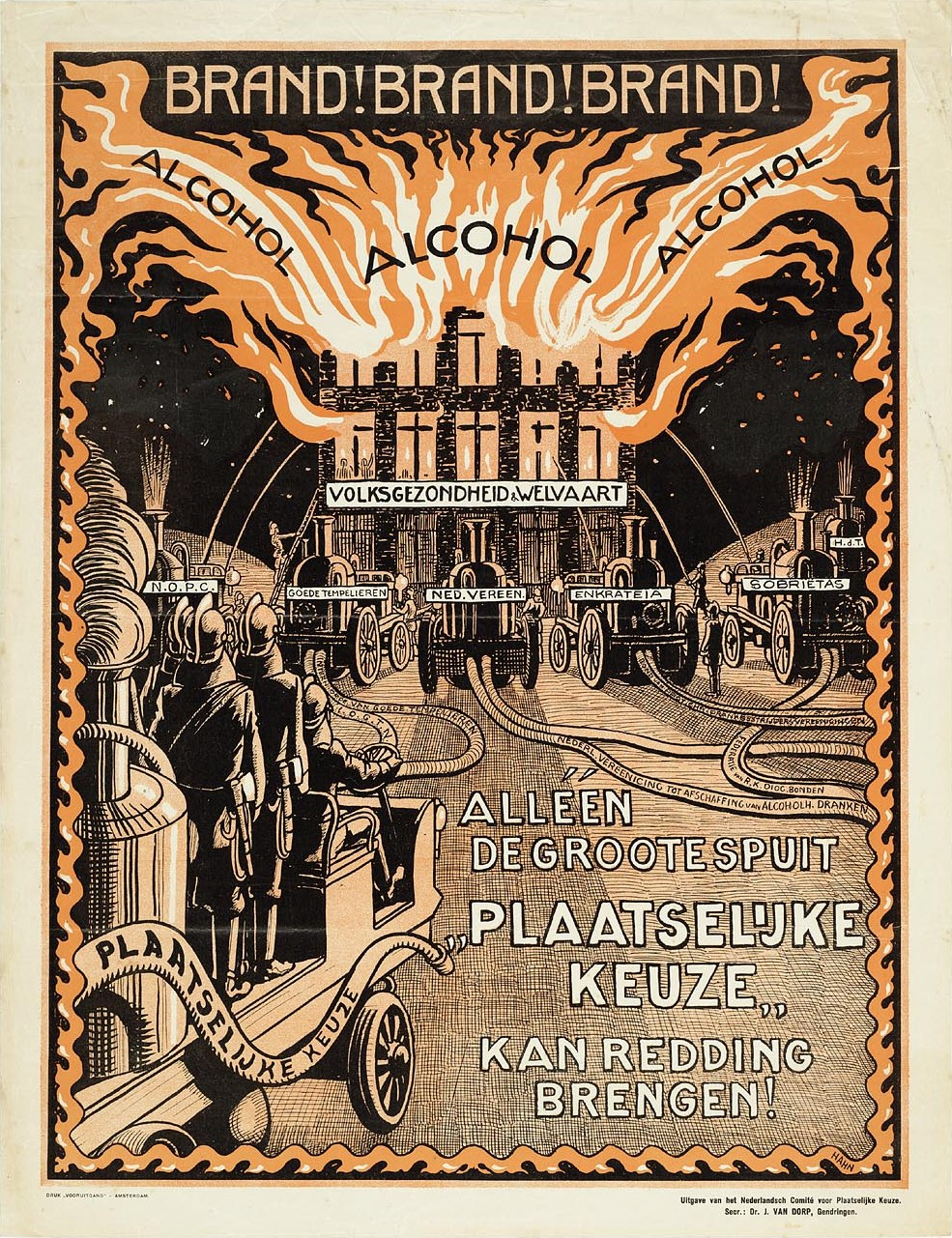
Drankbestrijding, tussen 1902 en 1918
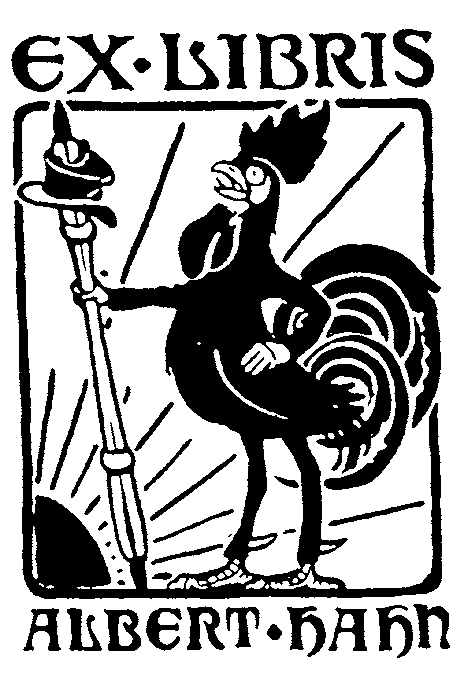
Ex libris Albert Hahn, tussen 1907 en 1918
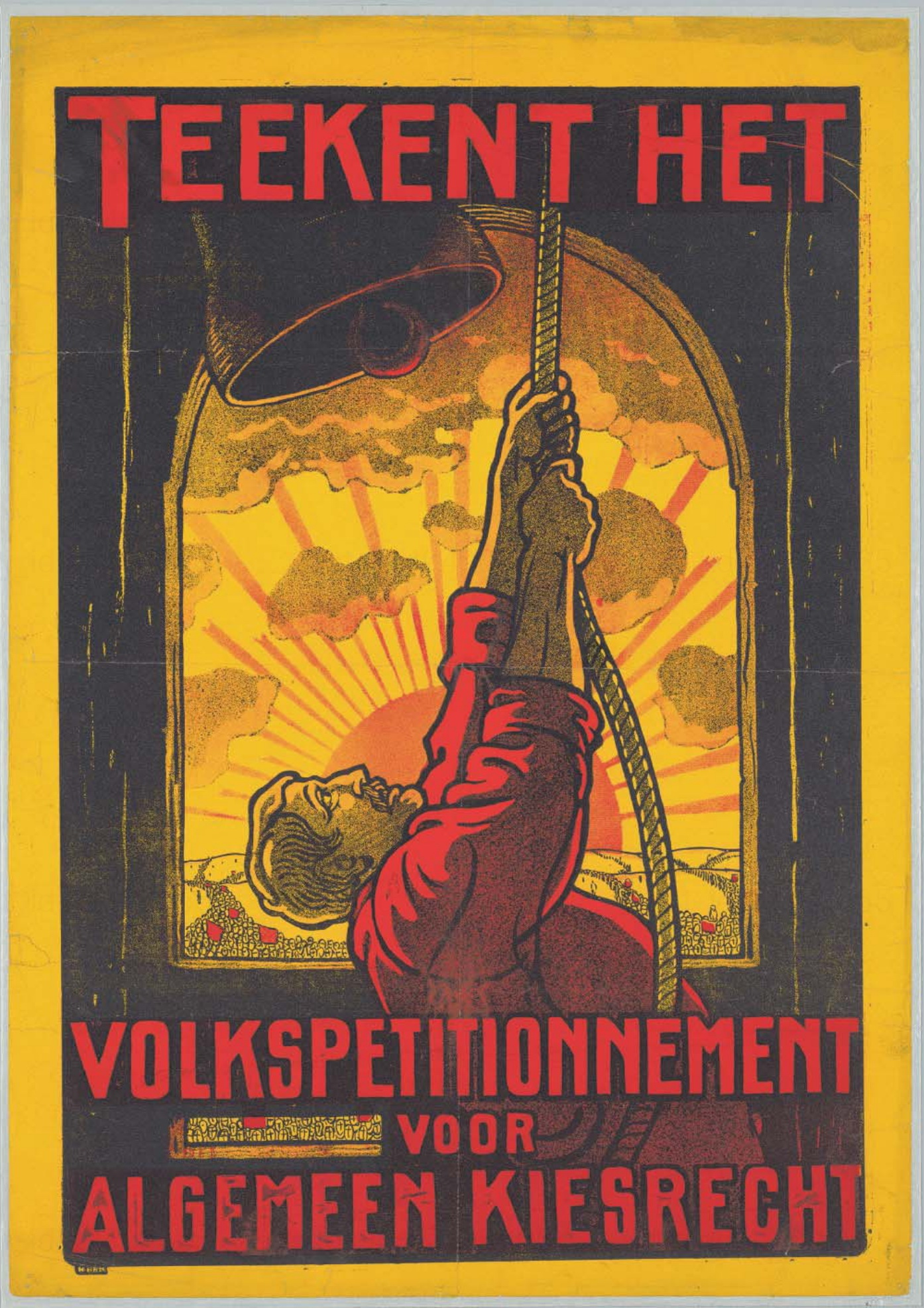
Teekent het Volkspetitionnement voor Algemeen kiesrecht (SDAP), 1911
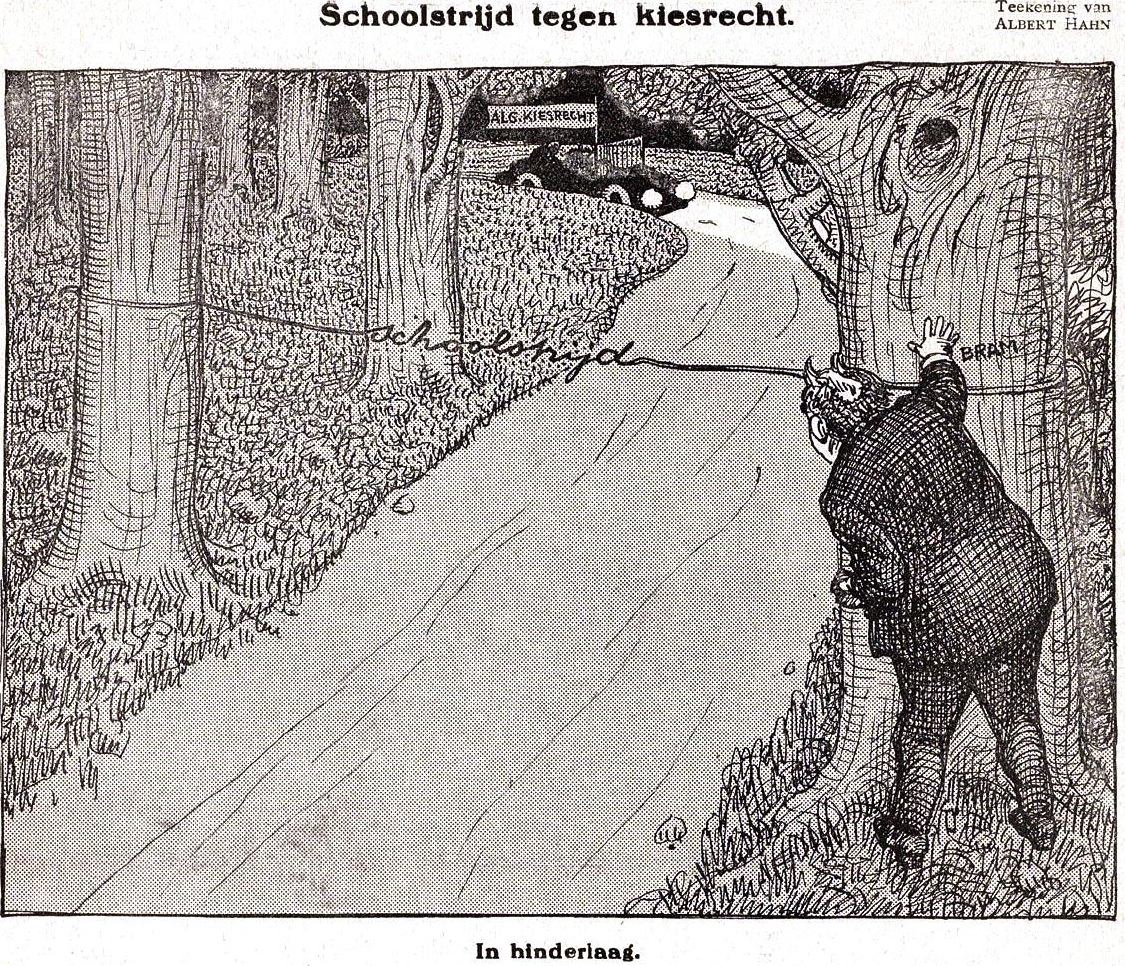
Schoolstrijd tegen kiesrecht. In hinderlaag, 1915
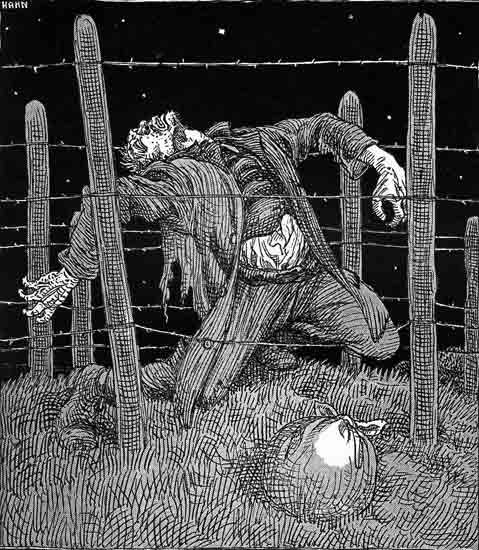
De Dodendraad tussen Nederland en België, De Notenkraker, 24 juli 1915
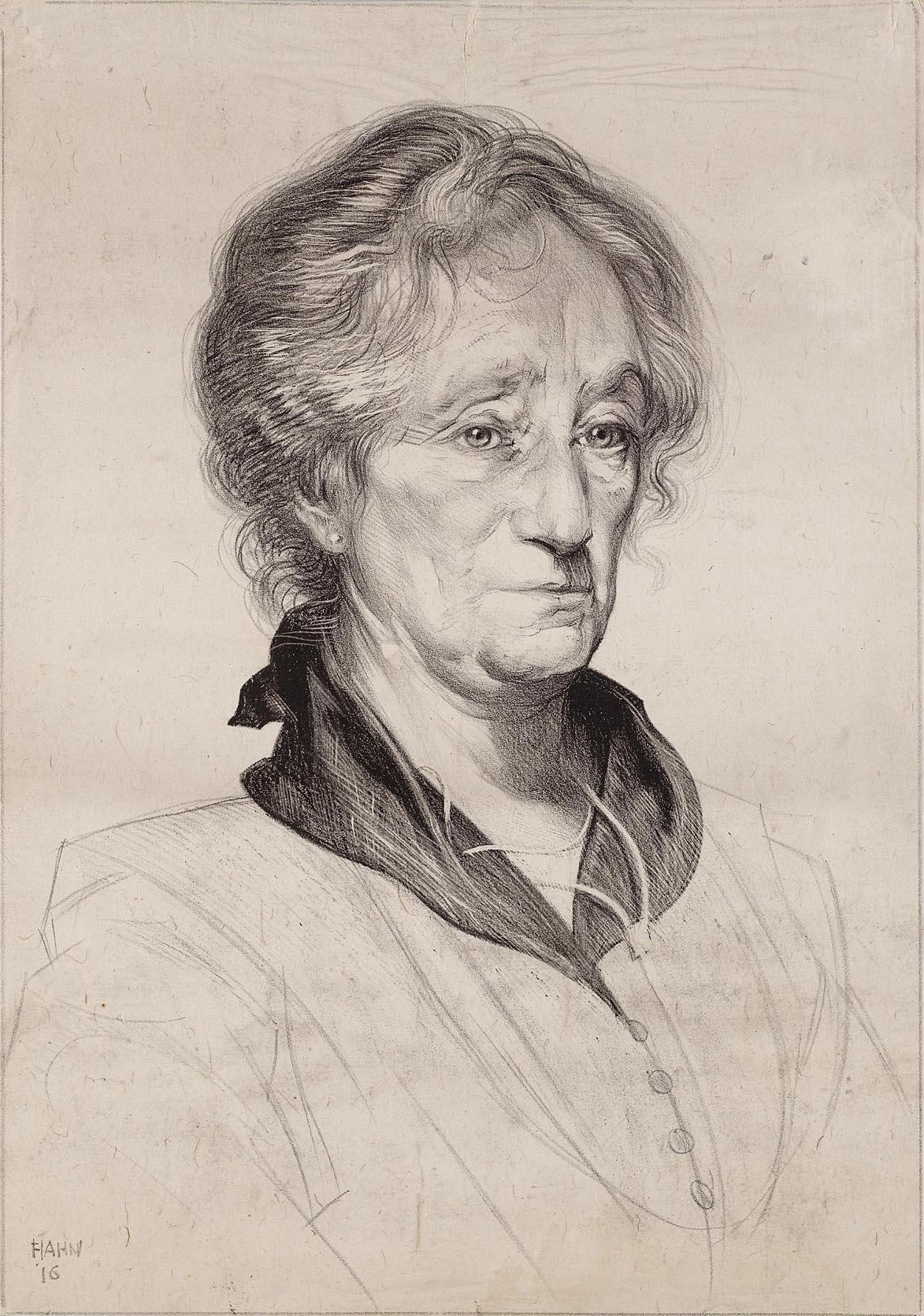
Esther de Boer-van Rijk, 1916.
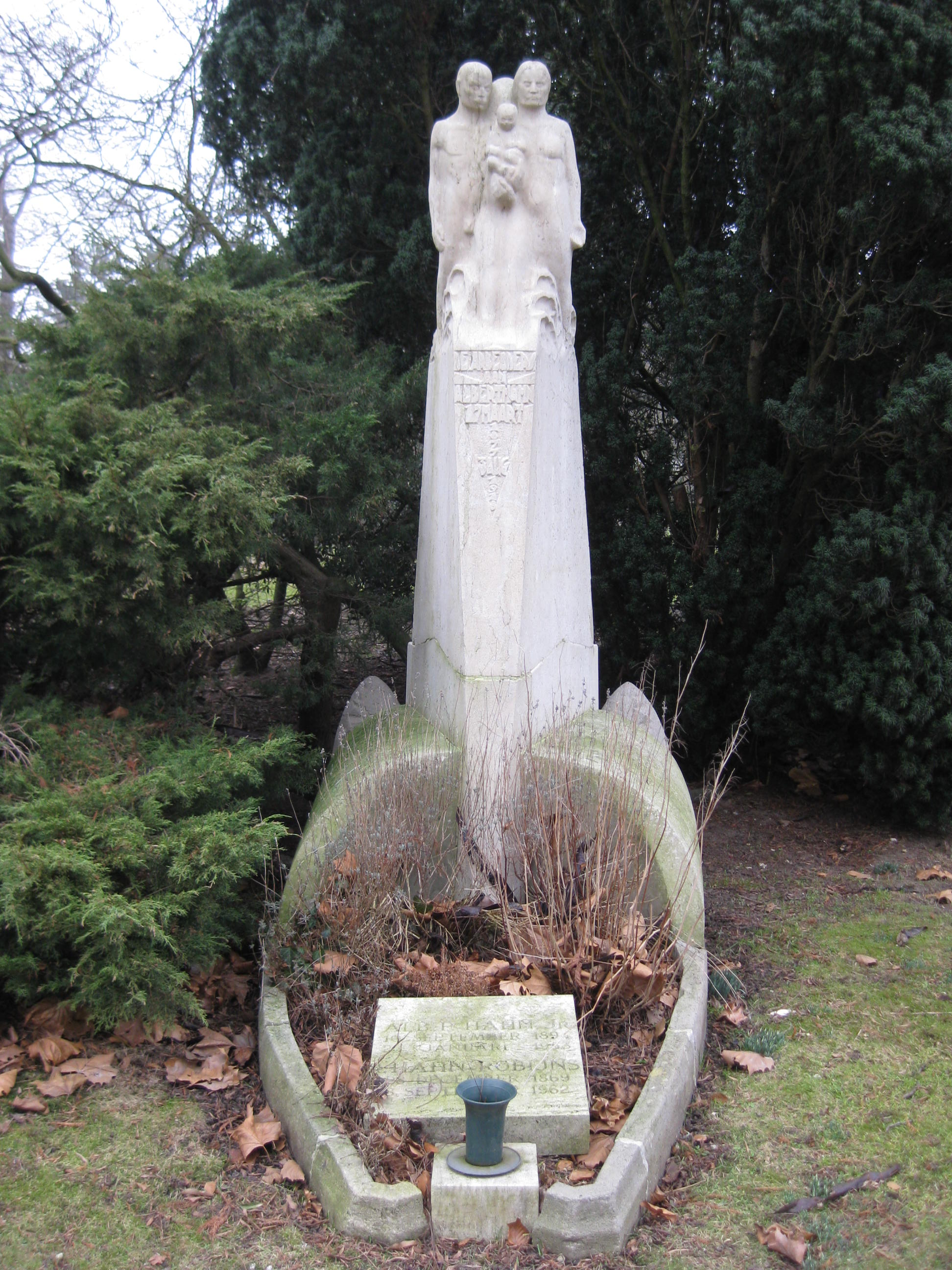
Graf Albert Hahn (door Hildo Krop) - zie het opschrift op de zuil.

## Over Albert Hahn
- Rob Bongers: Albert Hahn, 1984. Animatiefilm met tekeningen. Digitaal gerestaureerde versie op DVD in 2011. Scenario en regie Rob Bongers naar een idee van Dick Overduin.
- A. Hahn Jr.: Prenten van Albert Hahn Sr. Een keuze uit zijn werk. Samengesteld door A. Hahn Jr., Uitgeverij Becht, Amsterdam 1928
- Marien van der Heijden: Albert Hahn, Thomas Rap, Amsterdam 1993.
- Leonard de Vries: Het Beste van Albert Hahn, Elsevier Bibelotreeks.
- Koos van Weringh: Albert Hahn; tekenen om te ontmaskeren, Arbeiderspers, Amsterdam 1969, 1975, 1983